# Sukov
Sukov (in ungherese Szukó, in ruteno Sukiv) è un comune della Slovacchia facente parte del distretto di Medzilaborce, nella regione di Prešov.